# Castellare del Giglio
Il Castellare del Giglio era una struttura difensiva costiera situata all'Isola del Giglio, presso la frazione di Giglio Porto, lungo la costa orientale dell'isola. La sua ubicazione era alla sommità dell'altura che si eleva dietro la Torre del Saraceno, chiudendo a sud la baia del porto.
La fortificazione fu progettata e realizzata alla fine del Cinquecento per potenziare il sistema difensivo isolano. La struttura difensiva era il baluardo situato più a sud nel territorio del Granducato di Toscana. Il castellare, così denominato, compare in mappe e documenti dell'isola risalenti al Seicento e al Settecento, grazie ai quali è stato possibile stabilire sia l'aspetto architettonico originario che le funzioni a cui era adibito. L'abbandono definitivo della struttura difensiva avvenne quasi certamente in epoca ottocentesca, per cause ancora da accertare.
Del Castellare del Giglio, di cui fino almeno alla metà del secolo scorso, erano visibili alcuni ruderi e resti murari sulla sommità del poggio, che sono andati definitivamente perduti nel corso degli ultimi decenni. La struttura fortificata era cinta da cortine murarie che si disponevano a forma poligonale attorno alla struttura turriforme di avvistamento che si presentava ad ampia sezione quadrangolare. Negli anni novanta era ancora presenti i ruderi dell'annesso casotto di guardia eretto nel 1623.